# Миклин, Валерий Фёдорович
Валерий Фёдорович Миклин (род. 31 мая 1949, Пермь) — советский и российский артист балета,  хореограф, балетмейстер, педагог, народный артист РСФСР.

## Биография
Валерий Фёдорович Миклин родился 31 мая 1949 года в Перми. В 1968 году окончил Пермское хореографическое училище (класс Л. В. Асауляка). 
В 1968—1992 годах был солистом балета Нижегородского (Горьковского) академического театра оперы и балета имени А. С. Пушкина. Ещё в 19 лет 12 января 1969 года он впервые вышел на сцену в роли Зигфрида в «Лебедином озере» П. Чайковского. Сочетал в себе безупречное владение техникой, мужественность, благородство, проникновенный лиризм и взрывной темперамент. Гастролировал во многих городах СССР и за рубежом (Италия, Франция, Германия, страны Скандинавии, Ближнего Востока, Япония).  В 1982—1992 годах также педагогом-репетитором. 
В 1990 году окончил балетмейстерское отделение ГИТИСа. В 1990 году был членом жюри I Всероссийского конкурса артистов балета в Перми «Арабеск».
В 1992—2003 годах — педагог-репетитор в Хорватском национальном театре в Загребе и в Национальном театре Белграда (Сербия).
В 2004—2006 годах был главным балетмейстером Музыкального театра им. И. М. Яушева в Саранске и педагогом балетной труппы театра.
С мая 2006 года являлся художественным руководителем балетной труппы Нижегородского театра оперы и балета имени А. С. Пушкина, а с 2011 года стал главным балетмейстером театра.

## Премии и награды
- Дипломант Международного конкурса артистов балета в Варне (1974).
- 3-я премия Международного конкурса артистов балета в Москве (1976).
- Лауреат премии  Горьковского Обкома ВЛКСМ.
- Лауреат премии им. Собольщикова-Самарина.
- Заслуженный артист РСФСР (5.01.1978)[3].
- Народный артист РСФСР (12.07.1985).

## Работы в театре

### Партии в балетах
- «Лебединое озеро» П. Чайковский — Зигфрид
- «Щелкунчик» П. Чайковский — Принц
- «Спящая красавица» П. Чайковский — Дезире
- «Дон Кихот» Л. Минкус — Базиль
- «Жизель» А. Адан — Альберт
- «Ромео и Джульетта» С. Прокофьев — Ромео
- «Спартак» А. Хачатурян — Спартак
- «Тысяча и одна ночь» Ф. Амиров — Шахрияр
- «Сотворение мира» А. Петров — Адам
- «Корсар» А. Адан — Конрад
- «Бахчисарайский фонтан» Б. Асафьев — Вацлав
- «Антоний и Клеопатра» Лазарева — Антоний

### Постановки
- «Лебединое озеро» П. Чайковский (Музыкальный театр им. Яушева (Саранск); Национальный музыкальный театр им. И. Зайца, Риека, Хорватия)
- «Жизель» А. Адан (Музыкальный театр им. Яушева (Саранск); Национальный музыкальный театр им. И. Зайца, Риека, Хорватия)
- «Дон Кихот» Л. Минкус (Национальный музыкальный театр им. И. Зайца, Риека, Хорватия)
- «Моя Кармен» (Национальный музыкальный театр им. И. Зайца, Риека, Хорватия)
- «Про волка, лисёнка и трёх поросят» С. Кибирова (Музыкальный театр им. Яушева, Саранск)
- «Моцартиана»  П. Чайковский
- «Тысяча и одна ночь» Ф. Амиров (Нижегородский театр оперы и балета)
- «Тщетная предосторожность» Л. Герольд (Нижегородский театр оперы и балета)

### Концертные и танцевальные номера в операх
- «Травиата» Дж. Верди (Нижний Новгород)
- «Аида» Дж. Верди (Саранск)
- «Лючия ди Ляммермур» Г. Доницетти (Нижний Новгород)
- «Паяцы» Р. Леонкавалло (Нижний Новгород)
- «Эро с оного света» (Нови Сад, Сербия, Национальный театр (Белград); Сплит (Хорватия)).
- «Пиковая дама» П. Чайковского (Нижний Новгород)
- «Русалка» А. Даргомыжский (две постановки) (Нижний Новгород)
- Танцы и танцевальные номера в опереттах, мюзиклах и драматических спектаклях.

## Фильмография
1. 1981 — Моцартиана (Горьковское ТВ)
2. 1985 — Дубровский (Горьковское ТВ)
3. 1986 — Валенсианская вдова (телеспектакль) — Камилло
4. 1997 — Семь красавиц (Yeddi Gözəl, «Азербайджанфильм») (нет в титрах)